# Varina Howell

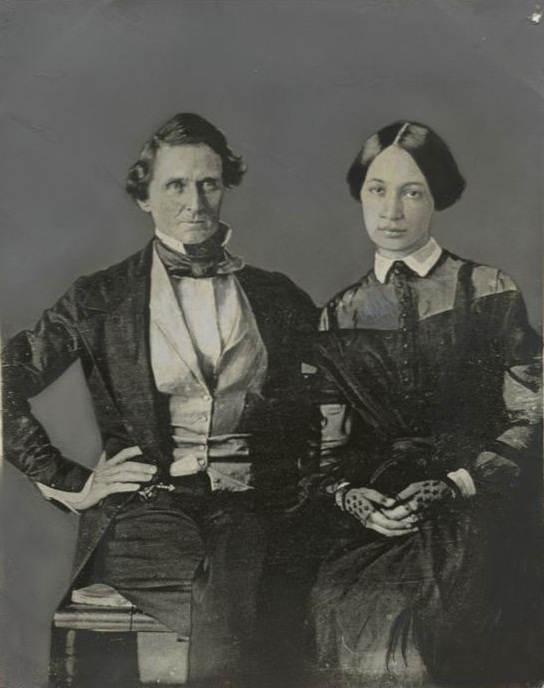
Varina Howell (1845)

Varina Howell (Natchez, 7 mei 1826 – New York, 16 oktober 1906) was de tweede echtgenote van Jefferson Davis, tijdens de Amerikaanse Burgeroorlog president van de Geconfedereerde Staten van Amerika.
Howell werd geboren in de staat Mississippi als dochter van een slaveneigenaar. Ze huwde in februari 1845 na een korte verloving met de steenrijke plantage-eigenaar Jefferson Davis, wiens eerste vrouw jong was gestorven. Na de verkiezing van Davis tot senator voor Mississippi woonde het echtpaar vanaf 1849 in de hoofdstad Washington. Ze kregen samen vijf kinderen. Van 1853 tot 1857 was Davis minister van Oorlog in het kabinet van de Democraat Franklin Pierce.
Na het begin in 1860 van de secessie van een aantal Zuidelijke staten, waaronder Mississippi, wilde Varina Washington aanvankelijk niet verlaten. Maar toen haar man in februari 1861 tot president van de Confederatie werd verkozen, volgde ze hem naar Richmond, de zetel van de regering. Tijdens de vier jaar durende oorlog had de first lady van de Confederatie geen invloed op Davis, die zelf alle beslissingen nam. Na de oorlog zat Davis twee jaar gevangen en was de familie bijna bankroet. Wel konden ze rekenen op giften van sympathisanten en nam Varina een deeltijdbaan aan.
Na het overlijden van Davis in 1889 schreef Varina een uitgebreid in memoriam over hem, dat eigenlijk contrasteerde met hun vaak moeizame relatie. Daarna verhuisde ze naar Manhattan, waar ze bleef wonen tot op het einde van haar leven. Ze schreef nog krantenartikelen en raakte bevriend met Julia Grant, toen weduwe van president Ulysses S. Grant. Varina Howell-Davis overleed in 1906 in New York en ligt begraven in Richmond naast haar man.